# White Adriatic
 'White Adriatic' es un cultivar de higuera de tipo higo común Ficus carica bífera, de higos de piel color verde amarillento. En América del Norte son capaces de ser cultivadas en USDA Hardiness Zones 8B a más cálida.

## Sinonimia
- “DFIC 32”,[4][5]
- “Adriatic”,
- “Chico”,
- “Fico de Fragola”,
- “Fragola”,
- “Grosse Verte”,
- “Italian Strawberry”,
- “Nebain”,
- “Ragola”,
- “Strawberry”,
- „Ventura“,
- „Verdone“,,[6][7]

## Historia
Esta higuera fue criada en California por el obtentor Ira J. Condit en la década de 1960, procedente del norte de Italia. Fue utilizada como parental para obtener varios nuevos cultivares. Una de las variedades del Dr. Condit que surgieron del programa de mejoramiento en Riverside, California fue Flanders introducida en 1965 y liberada por el obtentor Ira J. Condit en 1975.
Higos de buen sabor. Buenos para su cultivo en la costa oeste. Ideal para climas templados.

## Características
Las higueras 'White Adriatic' se pueden cultivar en USDA Hardiness Zones 7 a más cálida, siendo la zona óptima de cultivo comprendida entre USDA Hardiness Zones de 8B a 10. La resistencia al frío es bastante fuerte. No se ha observado ningún daño relacionado con el frío después de más de dos semanas a -15 °C por la noche y -10 °C durante el día. Los brotes de fruta soportan los rigores del invierno, así como los cambios repentinos en las temperaturas de primavera
Se desarrolla como un árbol grande. La fruta es de color amarillo verdoso claro con una atractiva carne de color rosa intenso. El sabor es excelente, la pulpa es de color rojo fresa claro. Se desarrolla bien en áreas más cálidas y es muy adecuado para el secado. La fruta madura en febrero y marzo en las zonas de Australia donde se cultiva.
Piel fina de color verde pardusco (Brunnings 1914). La piel blanca, carne roja, madura en febrero en Australia (Schum 1950). Variedad italiana, "rellena con gelatina de fresa", pequeña cosecha brevas que tienen piel clara chartreuse, más tarde la cosecha principal de higos se ruboriza con púrpura. Si se poliniza, la carne adquiere un color rojo rubí brillante. El árbol vigoroso, se abre temprano, por lo que está sujeto al daño por heladas primaverales (en California, donde se usa en la industria del higo seco), tiene las hojas más grandes de cualquier variedad (Brennan 1995).
Temporada media, piel medianamente grande de color verde pardusco, carne de color rosado a rojo, sabor excelente, árbol fresco y extendido (Baxter 1981). Fruto algo hueco en el centro, bueno para secar (Facciola 1999). (Burnley 1896). Todavía es común en el cultivo (Lord 1957). Camberra (Australia)
Fruta globosa redonda, con piel verde pálido que se vuelve casi blanca cuando está madura. Rico sabor dulce. Carne de color fresa. Esta variedad es autofértil y no necesita otras higueras para ser polinizada. El higo tiene un ostiolo pequeño que evita el deterioro durante condiciones climáticas adversas.

## Cultivo
'White Adriatic' se cultiva sobre todo en el San Joaquin Valley de California con aprovechamiento como higo seco. También se cultiva en la zona sur de Camberra (Australia).
'White Adriatic' son higueras productoras de higos que dan lugar a excelente higos para todo uso, tanto para mermeladas, higos secos y consumo en fresco.